# Zinga
Zinga este un oraș din Republica Centrafricană.